# Белоус, Дмитрий Иванович
Дмитрий Иванович Белоус (укр. Дмитро Іванович Білоус; 14 сентября 1961, Окно, Черновицкая область — 14 сентября 2021, Коровия, Черновицкая область) — советский и украинский футболист, выступал на позициях полузащитника и нападающего. Большую часть карьеры провёл в «Буковине» (Черновцы) и «Металлурге» (Запорожье).

## Биография
Воспитанник буковинского футбола, в 1980 году был призван на службу в вооруженные силы (служил в Афганистане). В профессиональном футболе дебютировал в 1983 году в черновицкой «Буковине» во второй союзной лиге. В 1984 году был приглашён в запорожский «Металлург», в составе которого провёл более 100 матчей в первой лиге чемпионата СССР. В 1988 году вернулся в «Буковину». В этом же сезоне стал с черновицкой командой победителем чемпионата УССР.
1989 и 1990 год провёл в составе тернопольской «Нивы», с которой тоже становился призёром чемпионата УССР. Последний розыгрыш чемпионата СССР провёл в составе молдавской «Зари» (Бельцы). После провозглашения независимости Украины провёл один сезон в составе перволигового «Кристалла» (Чортков). В 1993 году вернулся в родную «Буковину», где дебютировал в высшей лиге чемпионата Украины. В том же сезоне черновчане оставили элитный дивизион.
Попытка вернуться в высшую лигу у Дмитрия вместе с командой была в сезоне 1995/96, когда черновицкий коллектив по итогам чемпионата получил серебряные награды первой лиги, но в том сезоне разыгрывали только одну путёвку в высший дивизион. Несмотря на это, Белоус не оставил команду, а остался ещё на долгие годы одним из лидеров буковинского клуба. Последняя его игра в команде состоялась 2004 году.
Ушёл из жизни в день своего 60-летнего юбилея — 14 сентября 2021 года во время футбольного матча (остановилось сердце) в селе Коровия, поблизости от Черновцов. Церемония прощания с легендарным футболистом состоялась 16 числа того же месяца на стадионе «Буковина», после чего был похоронен в родном селе Окно на Заставновщине.

## Достижения
- Победитель чемпионата УССР: 1988
- Бронзовый призёр чемпионата УССР: 1989
- Серебряный призёр первой лиги Украины: 1996
- Победитель второй лиги Украины: 2000